# Long Way Home (album)
Pour les articles homonymes, voir Long Way Home.
Long Way Home est un album du groupe de heavy metal Dokken, sorti le 23 avril 2002.C'est le huitième album studio du groupe et on trouve a la guitare l’excellent John Norum qui fait une pause a sa carrière solo, après l'album Slipped into Tomorrow, pour retrouver son ami Don Dokken en studio.

## Liste des titres
1. Sunless Days - 4:20
2. Little Girl - 3:44
3. Everybody Needs (To Be With Someone) - 3:15
4. You - 3:47
5. Goodbye My Friend - 4:05
6. Magic Road - 3:31
7. There Was A Time - 3:52
8. Heart Full of Soul - 2:28
9. Under The Gun - 4:23
10. I've Found - 3:43

## En Bonus sur l’édition japonaise
1. Dancin (The Irish Song) - 5:03
2. Only Heaven Knows - 3:17
3. Let It Be True - 4:38

## Personnel
- Don Dokken - chant
- John Norum - guitare
- Barry Sparks - basse
- Mick Brown - batterie

## À noter
- 'Long Way Home' est le premier album de Dokken avec le bassiste Barry Sparks
- John Norum et Don Dokken avaient déjà enregistré un album ensemble, Up from the Ashes en 1990, c'était le premier album solo de Don Dokken

sur cet album on retrouve le bassiste Peter Baltes, le batteur Mikkey Dee et le guitariste Billy White